# Торханы (Моргаушский район)
Торха́ны (чув. Турхан) — деревня в Моргаушском районе Чувашской Республики. Входит в состав Шатьмапосинского сельского поселения.

## География
Находится в северо-западной части Чувашии, на расстоянии приблизительно 11 км на юго-восток по прямой от районного центра села Моргауши.

## История
Известна с 1795 года как выселок села Богоявленское (ныне Оточево) с 70 дворами. В 1906 году здесь было учтено 79 дворов и 351 житель, в 1926 — 91 двор и 434 жителя, в 1939—401 житель, в 1979—260. В 2002 году было 72 двора, в 2010 — 59 домохозяйств. В 1928 году был образован колхоз «Çĕнĕ хунав», в 2010 действовал КФХ «Горбунов».

## Население
Постоянное население составляло 180 человек (чуваши 98 %) в 2002 году, 165 в 2010.